# Cadillac Eldorado
Cadillac Eldorado (Кадилла́к Элдора́до) — американский персональный представительский автомобиль, выпускавшийся подразделением Cadillac корпорации GM с 1953 по 2002 годы более 10 поколений. Среди конкурентов Lincoln Mark series, Buick Riviera, Oldsmobile Toronado и Chrysler Imperial Crown Coupe.
Это флагман модельного ряда двухдверных Cadillac. Выпускавшиеся на протяжении целого ряда лет серии Eldorado convertible 1953 года и Cadillac Eldorado Brougham (Кадилла́к Элдора́до Бру́эм) (1957—1960) считаются самыми дорогими моделями тех лет этого производителя и не опускались в стоимости ниже, чем второй по цене после Cadillac Series 75 до 1966 года.

## Название
Название марки Eldorado происходит от слов исп. El Dorado — золото, отсылающих к Эльдорадо, мифическому южноамериканскому «Потерянному городу золота», очаровавшему испанских конкистадоров.
Cadillac выбирали название для концепт-кара, созданного в 1952 году к торжеству по случаю золотого юбилея (50 лет) компании, название «Eldorado» предложено Мэри-Энн Марини (урождённая Зукоски), из отдела мерчандайзинга Cadillac, и, впоследствии, принято для ограниченного выпуска Cadillac модели 1953 года.
Cadillac начали использовать названия «Eldorado Seville» и «Eldorado Biarritz», чтобы отличать между собой хардтоп и кабриолет модели Eldorado в период их продаж с 1956 по 1960 годы включительно. Названия позаимствованы у городов — испанского Севилья и французского Биарриц. Название «Seville» перестало употребляться вместе с прекращением выпуска хардтоп моделей Cadillac в 1961 году, но название «Biarritz» продолжали использовать до 1964 года, до того, как в начале 1965 года Eldorado стал «Fleetwood Eldorado». «Biarritz» возвращался к употреблению как обозначение комплектация высокого уровня модели Eldorado 1977 года.

## Первое поколение
Cadillac Series 62 серии присоединился к Oldsmobile 98 Fiesta и Buick Roadmaster Skylark в числе первоклассных специальных кабриолетов ограниченного производства, представленных в 1953 году General Motors для поддержания лидерства в дизайне. Отличающегося вида мелкосерийный (в общей сложности 532 единицы в год выпуска) кабриолет был производственной версией концепт-кара «Eldorado Golden Anniversary» версии 1952 года. Наряду с заимствованием передних бамперов (или дагмаров) у концепт-кара GM Le Sabre 1951 года, он отличался полным ассортиментом аксессуаров класса люкс, включая панорамное ветровое стекло, изогнутую поясную линию и металлическую крышку, закрывавшую сложенный верх кабриолета.

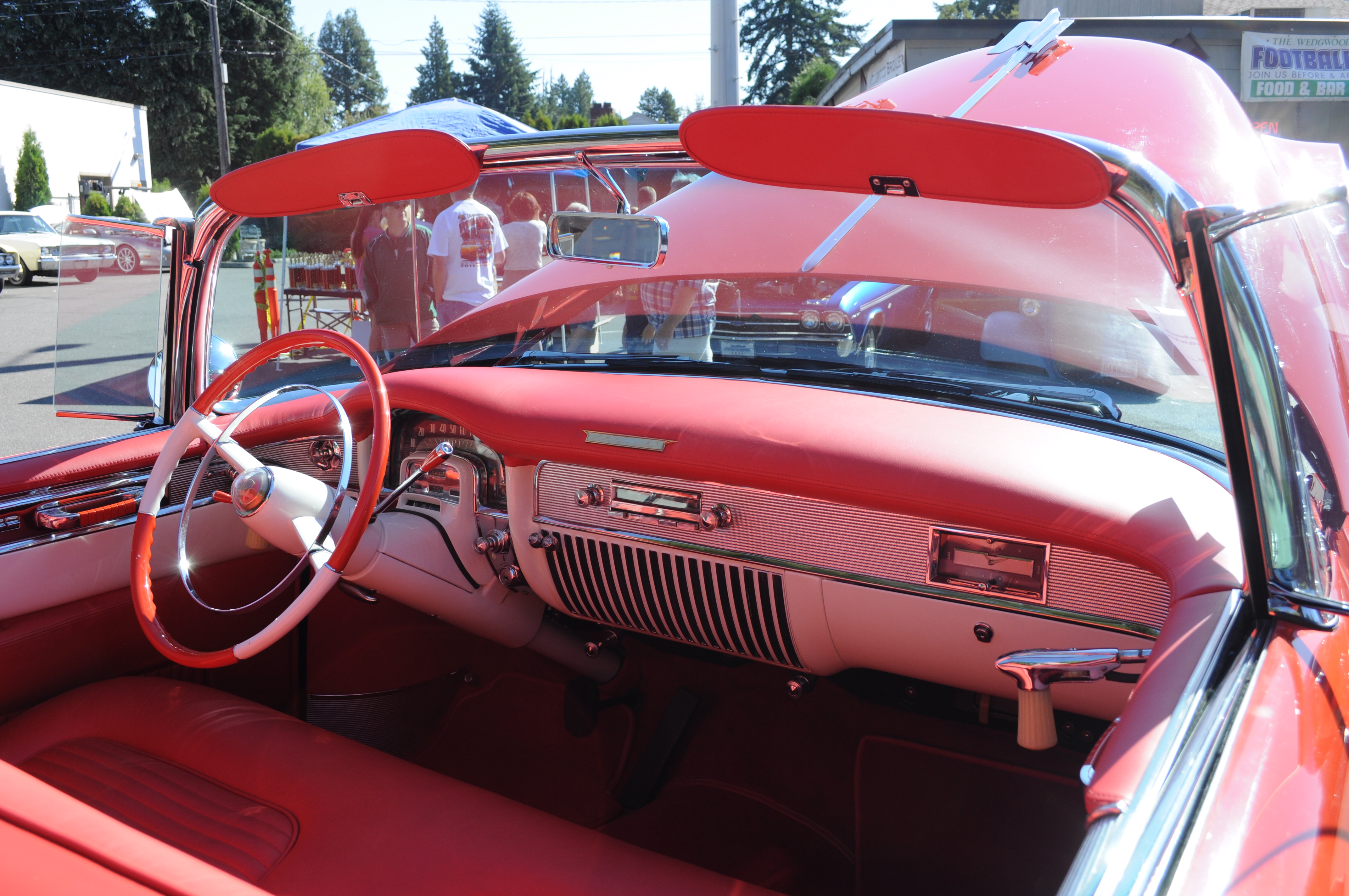
Интерьер Cadillac Eldorado (1953)

Широкое лобовое стекло, изогнутая поясная линия в нижней части боковых окон особенно полюбились главному дизайнеру General Motors Харли Эрлу и в дальнейшем широко заимствовались другими марками.
Автомобиль предлагался в четырёх уникальных цветах: ацтекский красный (англ. Aztec Red), альпийский белый (англ. Alpine White), синяя лазурь (англ. Azure Blue) и насыщенный горчичный (англ. Artisan Ochre) — последний жёлтый оттенок ошибочно указан как чёрный в наборе цветов при выпуске этой редкой модели. Откидной верх предлагался в чёрном и белом нитроне. Установка кондиционера воздуха предлагалась на выбор, как и спицевые диски.
Автомобиль не снабжался никакими идентификационными знаками, кроме таблички золотого цвета «Eldorado» в центре приборной панели. Интерьеры Eldorado полностью отделан кожей с узором на сиденьях в виде подковы и горизонтальной строчкой шнуром.
Хотя технически подсерия Cadillac Series 62 основана на обычном Series 62 с откидным верхом, он стоил 7750 долларов США — почти в два раза дороже стандартного кабриолета. 5610 мм в длину, 2030 мм в ширину, автомобиль имел в базовой комплектации омыватели лобового стекла, радио, электрические стеклоподъёмники и печку. Eldorado составил только 0,5 % всех продаж Cadillac в 1953 году, был одним из самых коротких автомобилей Cadillac Eldorado.

## Второе поколение

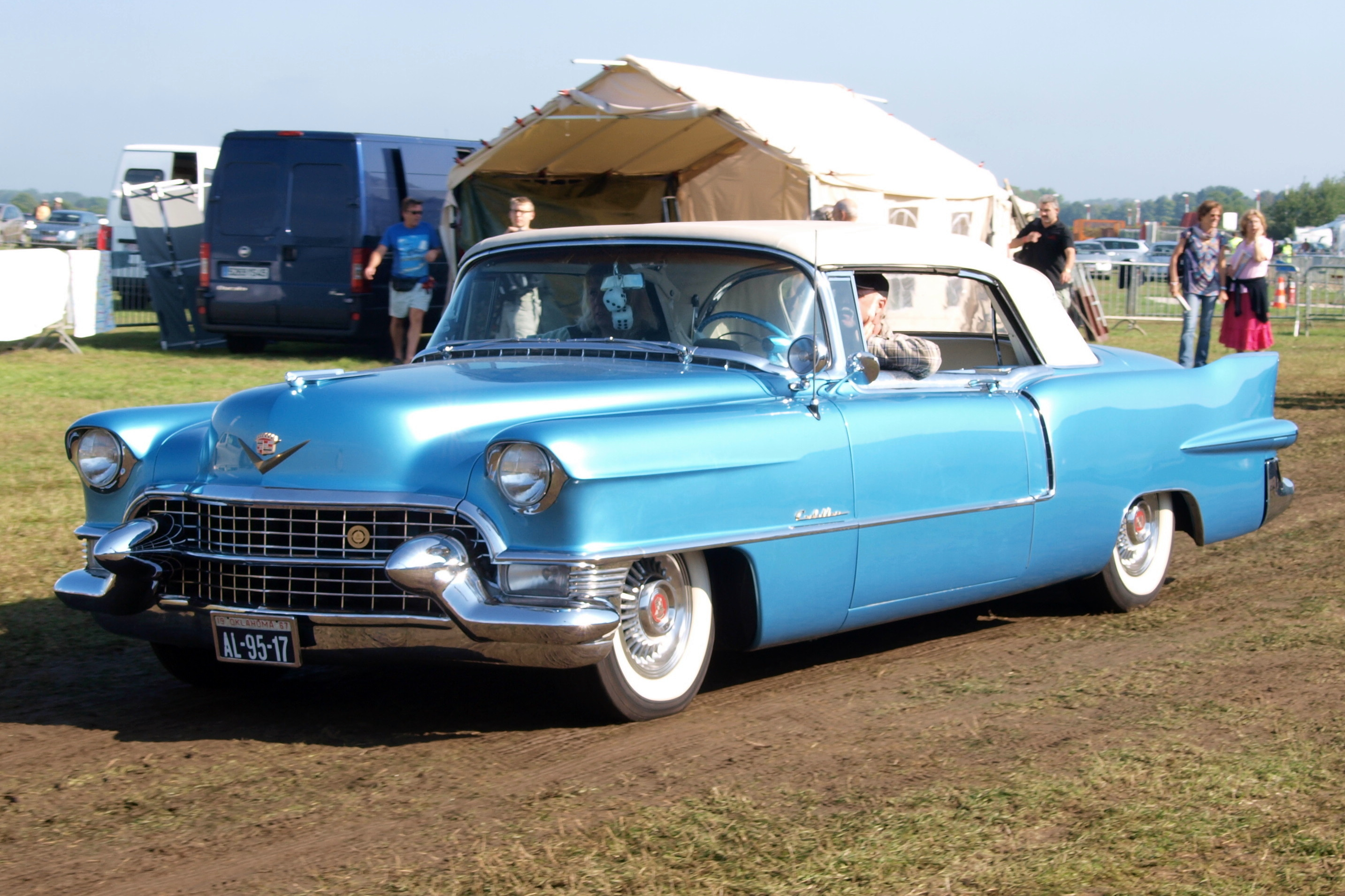
Cadillac Eldorado (1955)

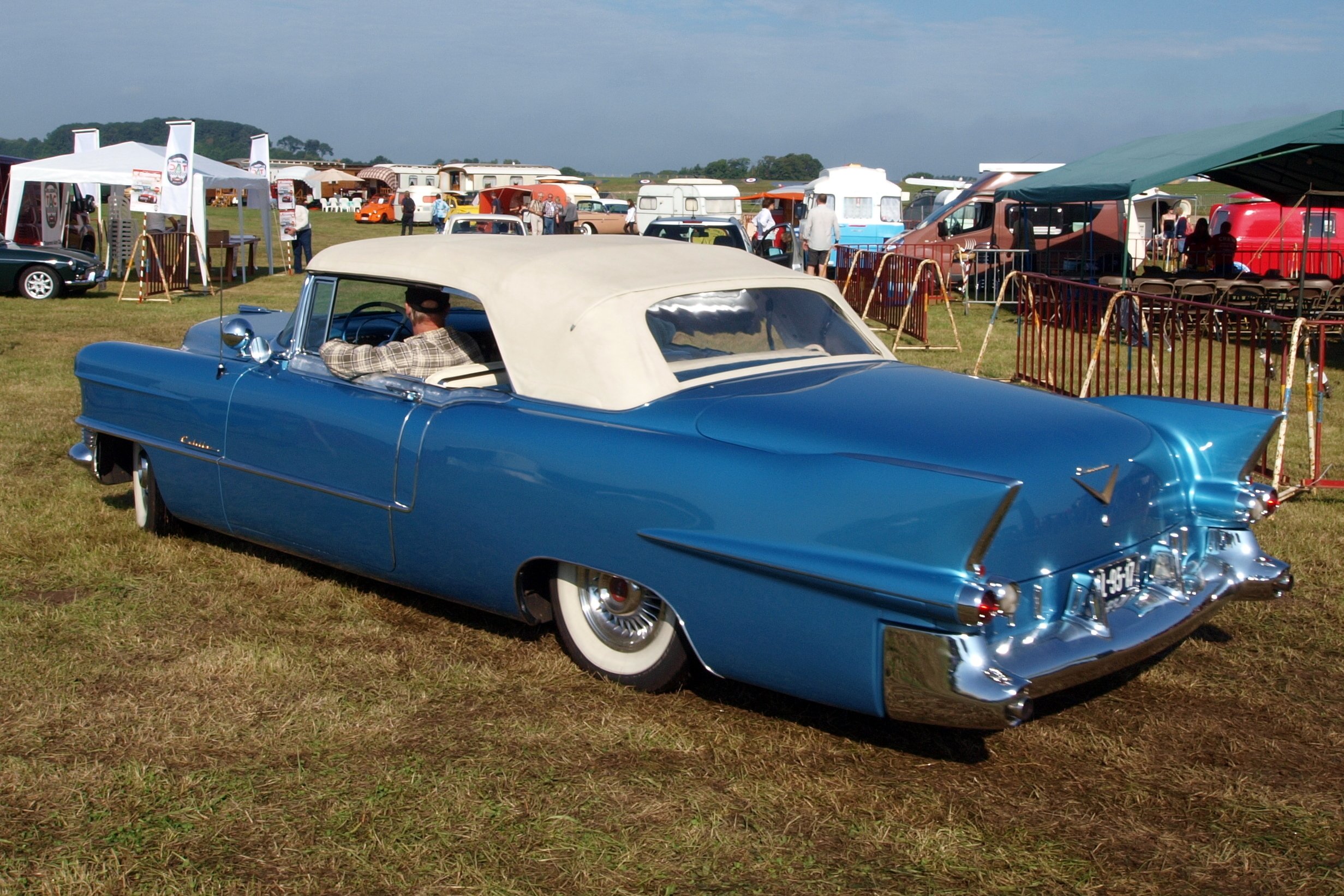
Cadillac Eldorado (1955) с видом «акульих плавников» в задней части

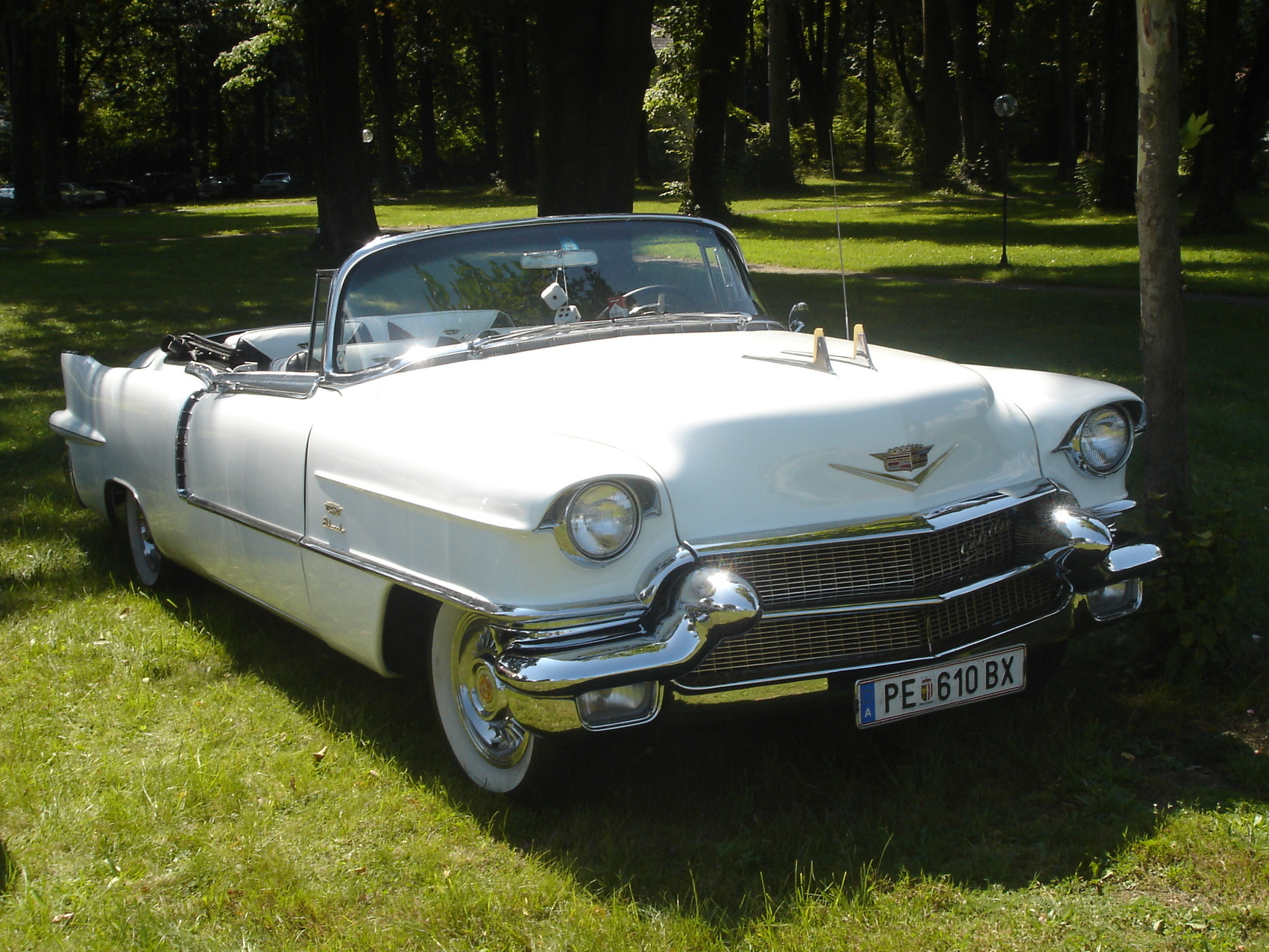
Cadillac Eldorado Biarritz (1956)

В 1954 году Cadillac Eldorado перестал быть уникальным в применении листового металла, получив стандартную оболочку, как у обычных Cadillac, отличаясь, в основном, только деталями отделки, что позволило General Motors снизить цену и наблюдать существенное увеличение продаж. Eldorado имел широкие ребристые панели, декорирующие заднюю часть, и золотые гербы позади воздухозаборника на задних крыльях. Эти панели сделаны из экструдированного алюминия, они также появились на одном уникальном купе Eldorado, выпущенном для корпорации Reynolds Aluminumа. Кроме того, на купе Cadillac Eldorado были пластины с монограммой на дверях, спицованные колёса, а также сделанный на заказ интерьер с гербом Cadillac на подушках сидений. Продано 2150 единиц Cadillac Eldorado, что в четыре раза больше, чем в 1953 году.
Модель Eldorado 1955 года получила свой собственный дизайн задней части машины с высокими тонкими заострёнными плавниками (плавниковый стиль), это контрастировало с довольно толстыми выпуклыми боками, которые в то время были распространены. Eldorado спортивный кабриолет снабжён такими дополнениями, как широкие хромированные молдинги корпуса, двойные круглые задние габаритные огни в верхней половине крыла. Продажи выросли почти в два раза — до 3950 единиц.
В 1956 году появились двухдверное купе с жёстким верхом, названный Eldorado Seville и кабриолет — Eldorado Biarritz. Почерк Eldorado проявился в гербе на крыле автомобиля, который дополнен сдвоенными полосами. Дополнительно на кабриолете Eldorado размещены рифлённые хромированные накладки на дверях от лобового стекла к задней оконной стойке по поясной линии.
С дополнениями продажи Seville выросли с 2150 до 6050 единиц. Продажи Eldorado составили почти 4 % всех проданных Cadillac.

## Третье поколение

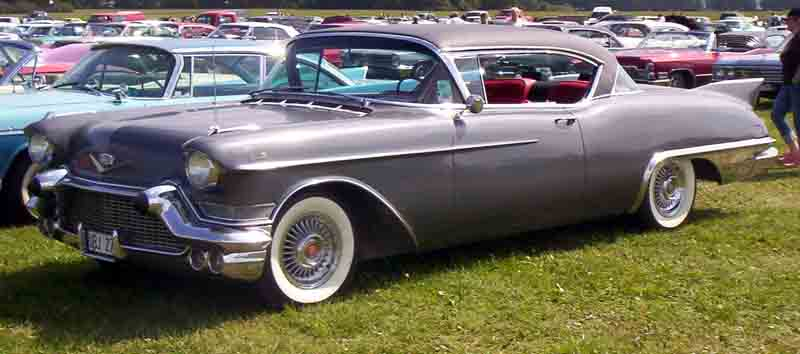
Cadillac Eldorado Seville (1957)

В 1957 году свет увидел Eldorado (обе версии — кабриолет и Seville хардтоп) с пересмотренным дизайном задней части, показывающих низкую стабилизированную линию крыла, заканчивающуюся остроконечным бортом плавника. Задние крылья называли «щеки бурундука». Эта концепция использовалась в течение двух лет, но не породила каких-либо подражателей. Eldorado Series 62 (в отличие от Eldorado Series 70 Brougham) дополнительно имела название модели выше V-образного заднего бампера и орнамент на передних крыльях. Заднее крыло и контур бамперов отделаны широкими рельефными панелями из нержавеющей стали, заканчивающиеся стилизованными «акульими плавниками». Трёхсекционная форма переднего бампера была ещё одной эксклюзивной чертой Series 62 Eldorado, которая появилась с длинным списком стандартных характеристик. Новое поколение дополнено подсерией в количестве 4 единиц — 4-дверным седаном Eldorado Seville, выпущенном в 1957 году.

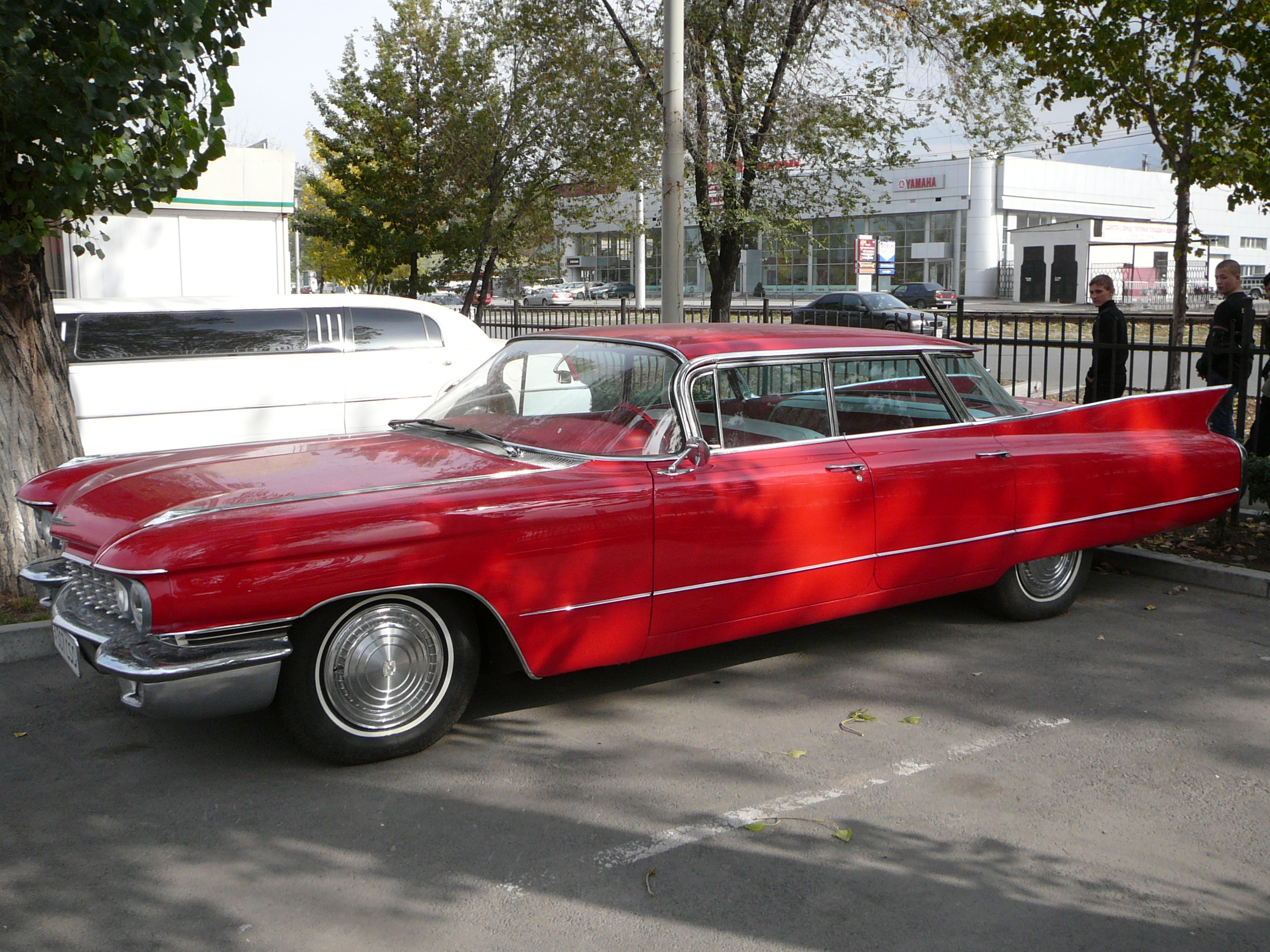
Кадиллак Эльдорадо 1960 года. Алма-Ата.

1957 г. отметился введением одного из самых запоминающихся проектов GM — Series 70 Eldorado Brougham. Заявленный в декабре 1956 года и выпущенный примерно в марте 1957 года Eldorado Brougham собран вручную. Оснащен разработанной Эдом Гловаки четырёхламповой системой головного света и уникальной отделкой. Экстерьер украшен широкими рифлеными четырьмя панелями протягивающимися вдоль порогов и создающих прямоугольный силуэт пять горизонтальных полос на задних дверях. Стиль задней части следовал общему стилю Eldorado. Этот четырёхдверный хардтоп был ультра-роскошным автомобилем и стоил 13 074 долларов США — в два раза дороже любого другого Eldorado 1957 года и больше чем Rolls-Royce Silver Cloud того же года.

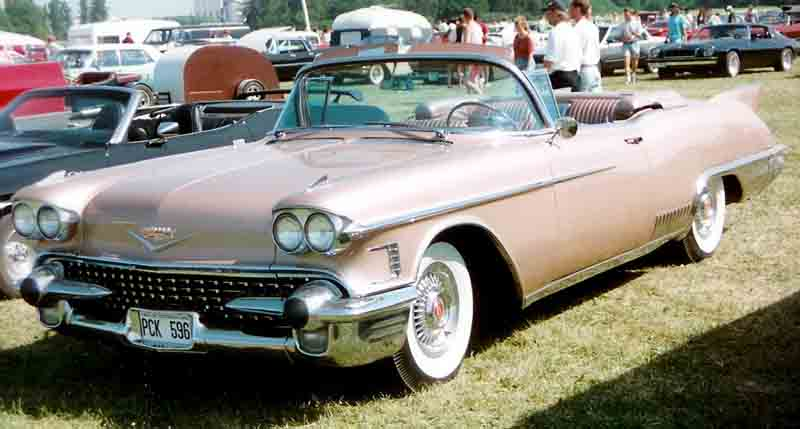
Cadillac Eldorado Biarritz (1958)

Eldorado Brougham имел крышу из нержавеющей стали, самонивелирующуюся пневматическую подвеску, первые автоматические двухпозиционный электропривод сидений с «памятью положений», двойной четырёхцилиндровый двигатель V-8, низкопрофильные шины с тонкими белым протектором, автоматический корпус багажника, круиз-контроль, система охлаждения высокого давления, поляризованные солнцезащитные козырьки, электрическая антенна, автоматическое отключение стояночного тормоза, электрические дверные замки, двойная отопительная система, серебряный магнитный бардачок, подстаканники, сигаретные и салфеточные диспенсеры, соответствующий кожаный блокнот, расческа и зеркало, пульверизатор с ароматом духов Lanvin, автоматический стартер с функцией перезапуска, электрические часы барабанного типа, электростеклоподъёмники, литые алюминиевые диски и кондиционер. У покупателей Broughams был выбор из 44 видов кожаного салона и комбинаций отделки и они могли выбрать изготовление коврового покрытия из мутона, каракуля или овчины.
Были трудности с пневматической подвеской, которая оказалась проблематичной в эксплуатации. Некоторые владельцы посчитали что дешевле заменить её на обычные цилиндровые пружины.
В 1957 году Eldorado Brougham присоединился к Sixty Special и Series 75, как к моделям Cadillac с корпусом Fleetwood, несмотря на то что почерк Fleetwood и гербы никуда не исчезли из экстерьера машины и отмечалось, что имя автомобилей в корпусе Fleetwood ассоциируется с именем Brougham. В 1957 году продано только 400 единиц Eldorado Broughams.

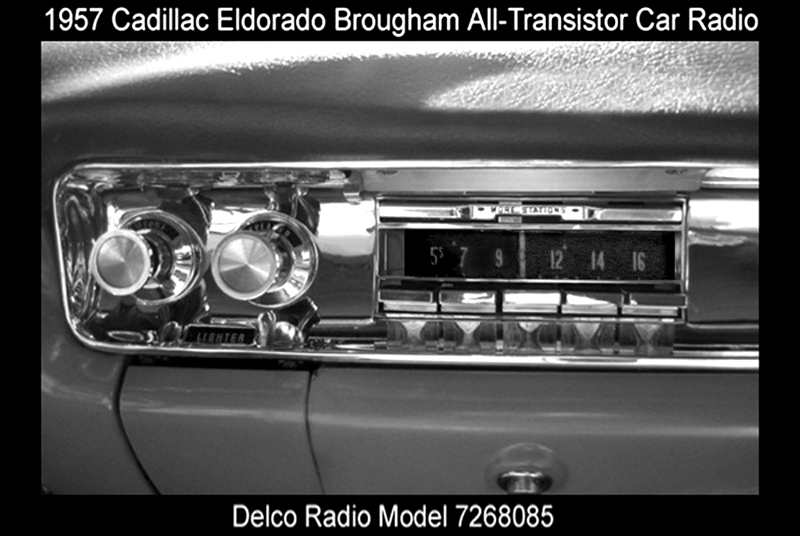
Транзисторный радиоприёмник в Cadillac Eldoradio Brougham

Транзисторный радиоприёмник созданный GM’s Delco Radio был первым доступным для моделей Eldorado Brougham 1957 года, который входил в стандартное оборудование и использовал 13 транзисторов в схеме.
На двухдверном Eldorado 1958 года V-образный орнамент и идентификационная табличка модели установлены на капоте, также было десять вертикальных шевроновых прорезей перед задними колёсами и гребень спереди хвостовых плавников. Широкая панель украшала нижнюю заднюю часть на всех Series 62 Эльдорадо, расширения вокруг колёс тянулись вдоль порога кузова.
Основные изменения в Eldorado Brougham в 1958 году коснулись внутренностей автомобиля. Внутренние поверхности дверных панелей отделаны кожей вместо металла, используемого в 1957 году. В общей сложности 304 единицы Eldorado Brougham проданы в 1958 году и этот год был последним для производства Brougham в Детройте на заводе Cadillac, поскольку будущее производство специальных кузовов переведено в Пининфарину в Турине, Италия.

### 1959

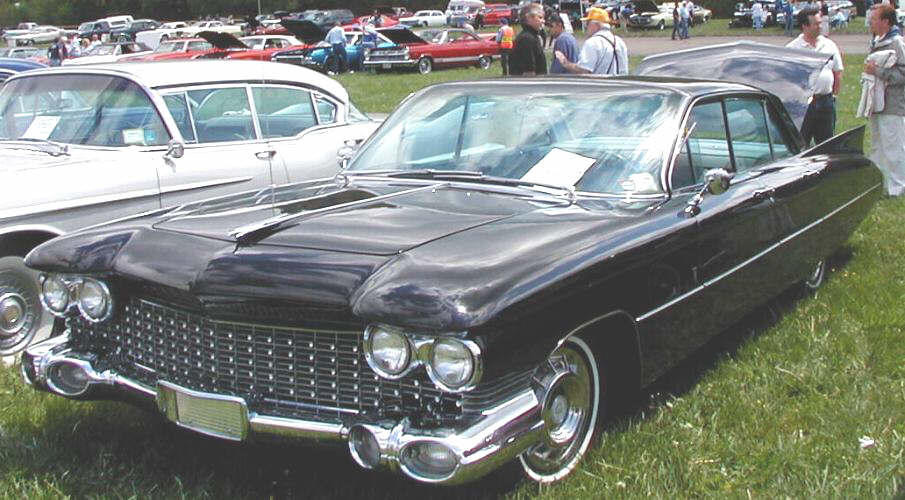
Cadillac Eldorado Brougham (1959)

В 1959 году Cadillac запомнился двойными пулеобразными задними фонарями, двумя различными конфигурациями крыши и стоек, новой решеткой радиатора и новой крышкой капота. В 1959 году Series 62 переименовали в Series 6200. De Ville и 2-дверный Eldorado переведены из Series 62 в свои отдельные серии — 6300 и 6400 соответственно, хотя все они, включая 4-дверный Eldorado Brougham (который переведён из Series 62 в Series 6900), имели одну и ту же колёсную базу — 3302 мм. Включены новые технические «научно разработанные» элементы — система дренажа и новые амортизаторы. Модели Seville и Biarritz имели логотип названия Eldorado прописаны на фронтальной видимой части колёс, вдоль всего корпуса блестящий порог который изгибается по заднему крылу автомобиля и возвращается вдоль верхней поясной линии. Мощность 6,4 литрового двигателя составляла около 325 л. с. Стандартное оборудование включало в себя усилитель тормозов, усилитель руля, автоматическую коробку передач, резервные лампы, стеклоочистители, двухскоростные стеклоочистители, колёсные диски, наружное зеркало заднего вида, обычное зеркало и масляный фильтр, печку, противотуманные фары, радио с антенной. Eldorado Brougham также пришел с кондиционером, автоматическим переключением фар ближнего света, круиз-контролем.

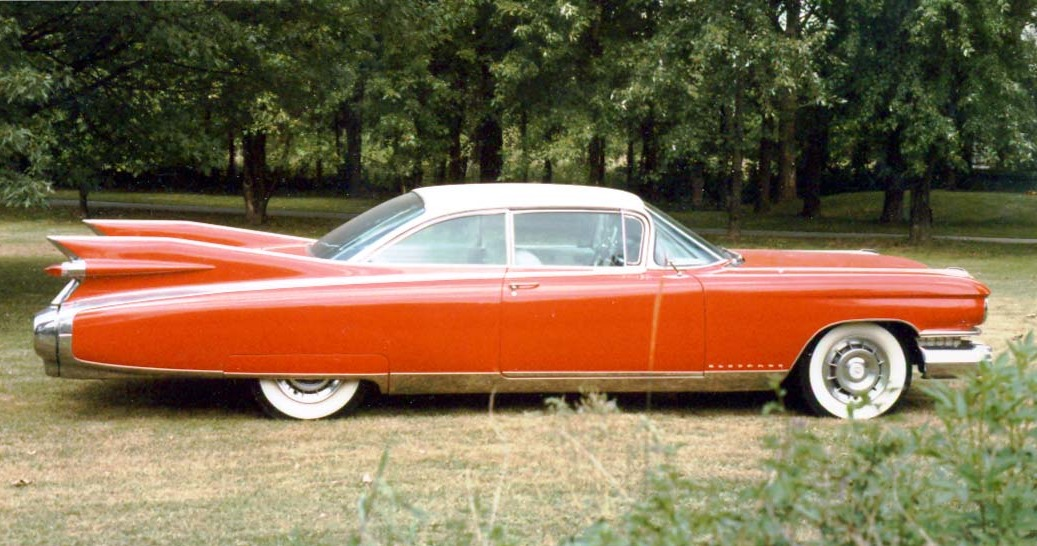
Cadillac Eldorado Seville (1959)

Cadillac 1960 года имел более гладкий, сдержанный стиль. Общие изменения включали широкую решётку, устранение острых перемычек переднего бампера, отделку хромом стали применять реже, хвостовые плавники с округлёнными фарами, на передних крыльях установлены лампы индикатора направления. Внешние изменения двухдверного хардтопа Seville и кабриолета Biarritz отличались простой юбкой крыльев, тонкими копьями на три четверти длины кузова и гребнями и надписями Cadillac на коротких горизонтальных полосах крыльев переднего бампера, расположенных позади фар. В стандартное оборудование входило усилитель тормозов, усилитель руля, автоматическая коробка передач, двойные резервные лампы, двухскоростные дворники, колёсные диски, зеркало заднего вида, косметическое зеркало, масляный фильтр, электрические стеклоподъемники, печка, противотуманные фары, двигатель Eldorado, дистанционное управление замком багажника, радио с антенной и задними динамиками, мощная вентиляционных окон, пневматическая подвеска, электрические дверные замки и пять шины с белым протектором. Техническая начинка включала барабанные тормоза и X-рамную конструкцию. Последний Eldorado Seville выпущен в 1960 году. Разнообразные Eldorado Brougham продавались с 1959 по 1960 годы. Эти автомобили не выглядели экстравагантно, но имели необычные составляющие. При цене 13075 долларов США они стоят на 1 доллар США дороже, чем их старшие модели. Контракт на сборку принадлежит Pininfarina в Италии, с которыми имеются длительные отношения, и эти Эльдорадо собраны вручную в Италии. Ирония в том, что приобретаются колёсные диски Fleetwood, дверные пороги, предположительно поэтому дизайнерская работа и окончательные работы по-прежнему проводятся Fleetwood. Сдержанные, узкие задние фонари интегрированы в сдержанные плавники, квадратная задняя линия крыши, собранного в Италии Brougham, вызвала острый контраст с закруглёнными линиями крыш, особенно у новых задних фонарей «Rocketship» и выделяющихся плавников стандартных Cadillac 1959 года. Вертикальный герб с медальоном у Brougham появился на передней решётке, а также один тонкий металлический молдинг, протянувшийся от передней части к задней посередине кузова. Стандартный список оборудования урезан до стандартного перечня других моделей Eldorado, но включал в себя круиз-контроль, автосвет и кондиционер. Качество сборки Brougham не приближалось к стандартам ручной сборки завода в Детройте в 1957—58 годах и, таким образом, модели Broughams 1959—1960 годов продавались не так хорошо, как их предшественники. Однако интерес коллекционеров и ценность для этих автомобилей остаются высокими.

## Четвёртое поколение
Cadillac провёл рестайлинг и реинжиниринг модели для выпуска 1961 года. Кабриолет Eldorado Biarritz технически классифицирован как подсерия De Ville (серия 6300) и сохраняли этот статус вплоть до 1964 года. Кабриолет Eldorado останется в линии Cadillac до 1966 года, но его отличия от остальных марок линии будут в целом скромны. Новая решётка радиатора стала более наклонённой к бамперу и капоту, шла вдоль горизонтальной линии и заканчивалась между двойными фарами. Появились новые косые передние стойки с не обтекаемым стеклом. В стандартное оборудование входили усилитель тормозов, усилитель руля, автоматическая коробка передач, двойные задние огни, омыватели лобового стекла, двойные стеклоочистители с регулировкой скорости, колёсные диски, простые боковые юбки, зеркало заднего вида и масляный фильтр. Прорезиненные передние и задние пружины заменили проблемную систему пневматической подвески. Четырёхствольная система индукции стала единственной при выборе питания, так как двойной выхлоп уже не был доступен.
С прекращением выпуска Seville и Brougham продажи упали на 1450 единиц.

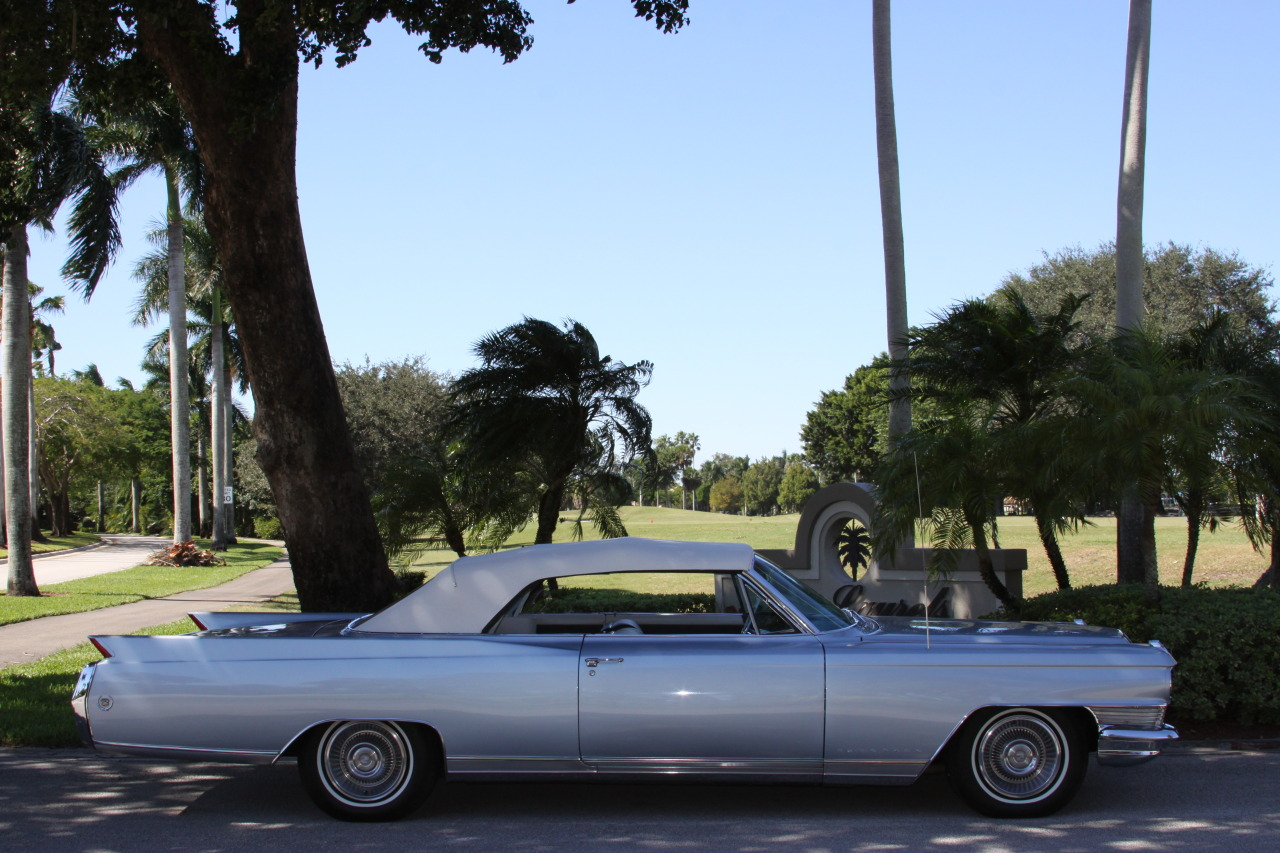
Кабриолет Eldorado 1964 г.

Небольшие внешние изменения характеризует тенденции стиля Cadillac 1962 года. Появились плоская решётка с толстым горизонтальным столбцом в центре и более тонкие заштрихованные вставки. Ребристая панель с хромированной отделкой, которая была выше переднего колеса в 1961 году, теперь заменена на стандартные боковые огни, передние перемычки и значки, идентифицирующие модель, ликвидированы. Появился более массивный передний бампер с наконечниками и прямоугольные габаритные огни. Задние огни теперь размещались в вертикальной гондоле с угловатым наконечником посередине. Появилась вертикальная ребристая задняя панель на защёлке крышки багажника. Надпись Cadillac также появились на нижней левой части решетки радиатора. Стандартное оборудование помимо прошлогоднего набора также включало дистанционным управление наружными зеркалами заднего вида, системой отопления и обогрева стёкол и передних боковых фар. Cadillac увеличил сочетание езды и тишины, увеличив изоляцию на полу и позади теплозащитного кожуха двигателя.

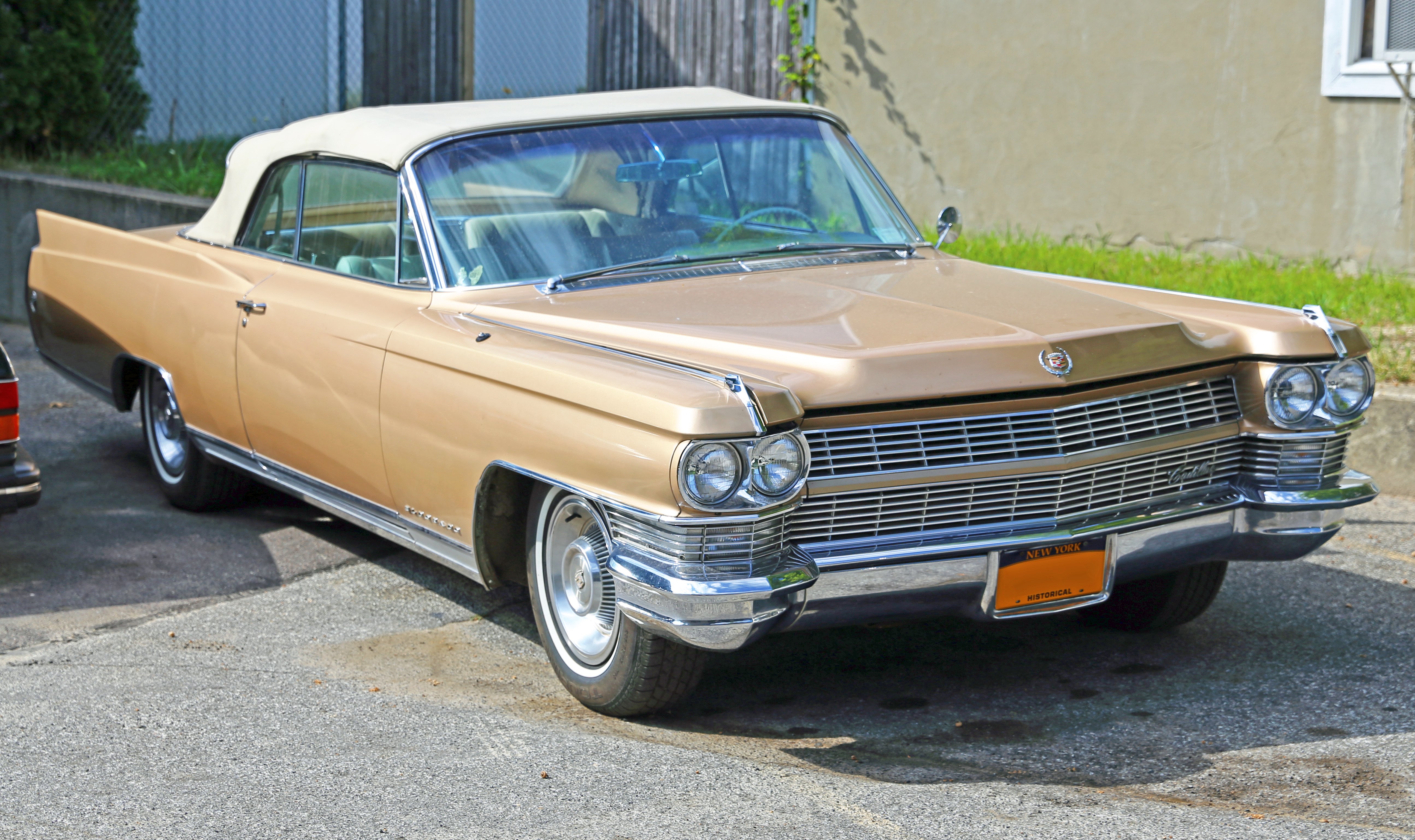
Кабриолет Eldorado Biarritz (1964)

В 1963 году Eldorado Biarritz присоединился к Cadillac Sixty Special и Cadillac Series 75 в качестве единственных моделей Cadillac с кузовом Fleetwood и незамедлительно получил маркировку знаком Fleetwood в задней части и молдинги Fleetwood. Eldorado 1963 года был первым кузовом Fleetwood кабриолетов Cadillac, поскольку Series 75 перестали предлагать четырёх- и двухдверные кабриолеты, а производство Cadillac Series 90 (V16) прекратилось в 1941 году. В основном Cadillac 1963 года был такой же, как и в предыдущем году. Изменения в экстерьере придавали дерзкий и удлинённый вид. Пересмотрены капот и крышка капота. Передние крылья вытянулись почти на 11 мм вперед, а хвостовые плавники несколько урезаны, чтобы обеспечить более низкий профиль. Боковые украшения полностью ликвидированы. Немного V-образная решётка радиатора стала выше и включала внешние расширения, проходившие ниже двойных фар. Среди этих расширений были менее округлые передние габаритные огни. В общей сложности автомобиль имел 143 варианта исполнения, включая спортивные сиденья с шерстью, кожей или нейлоном в качестве обивочной ткани на выбор и облицовочным шпоном на приборной доске, дверях и сиденьях, таким образом установив своеобразный рекорд в интерьерном исполнении. Стандартная комплектация была такая же, как и в предыдущем году. Двигатель полностью изменён, хотя объём и мощность остались прежними — 6,4 л с 325 л. с. (242 кВт).
Ещё менее значительные изменения были 1964 году. Появилась двуугольная решётка радиатора, которую сформировали V-образной по обеим (вертикальной и горизонтальной) плоскостям. Основная горизонтальная решетка теперь находилась вокруг всего кузова. Внешние расширения панели решётки снова включали габаритные и боковые огни. 17-й год подряд хвостовые плавники Cadillac с новым острым дизайном продолжали традиции. Самым главным изменением стал новый V8. Оборудование было по большей части такими же, как и в 1963 году. Комфортное управление, полностью автоматическая система нагревания и кондиционирования воздуха с системой управления термостатом на приборной панели представлены впервые в истории. Новый 7-литровый двигатель имел 340 л. с. (253,5 кВт). Новшеством техники стала трансмиссия Turbo-Hydramatic, также используемая в De Ville и Cadillac Sixty Special.

## Пятое поколение
В 1965 году Eldorado становится отдельной подсерией Fleetwood, хотя строго говоря для Fleetwood не было отдельной серии в то время. Следовательно, предлагаемый к продаже Cadillac Fleetwood Eldorado, аналогичен по стилю Cadillac Fleetwood Series 75 и Cadillac Fleetwood Sixty Special. Это было последнее поколение с задним приводом.

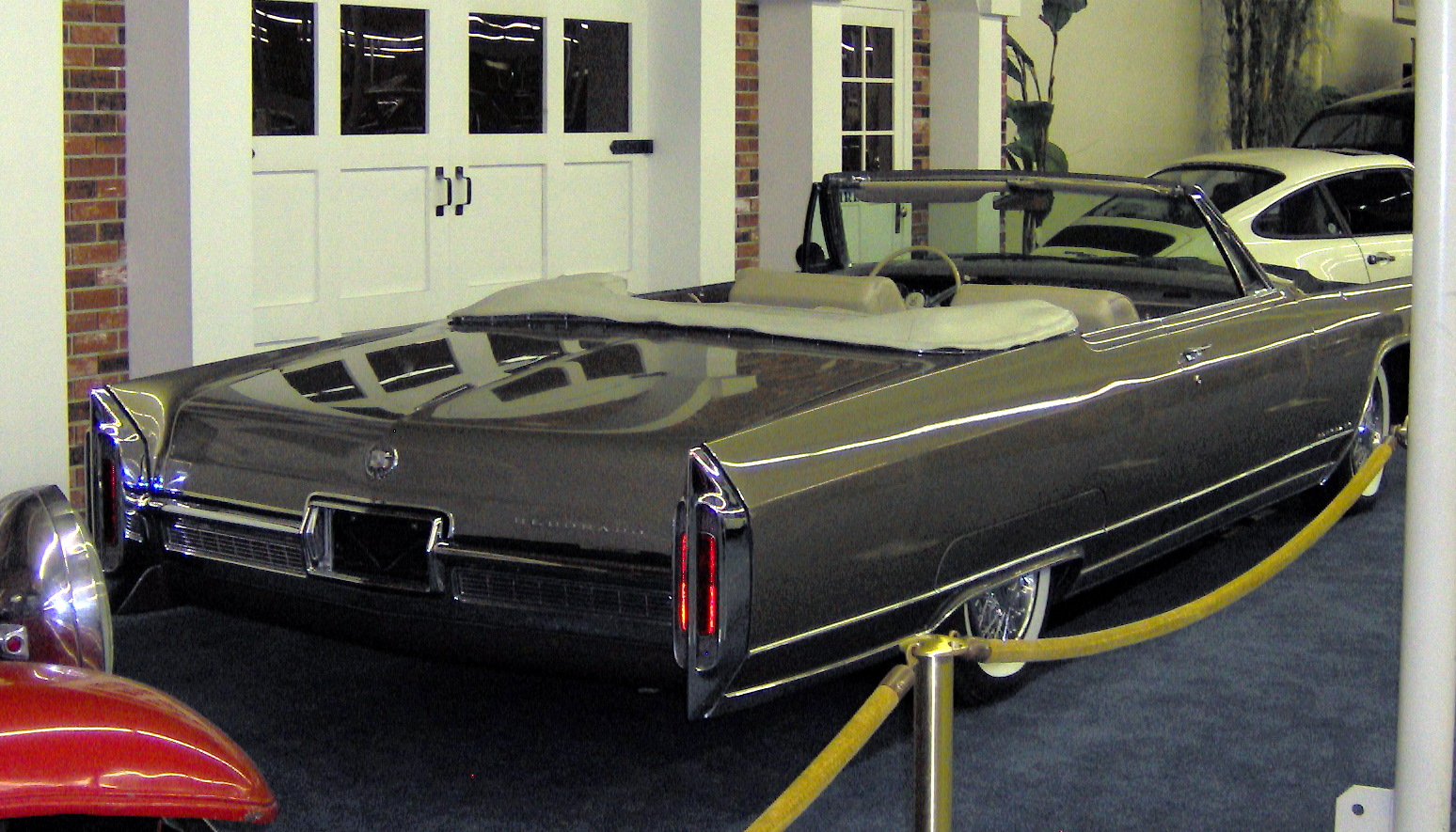
Cadillac Eldorado кабриолет (1966)

Eldorado изменила дизайн, но сохранил прежнюю 3289 мм колёсную базу. Высокие плавники убраны, резкие острые линии заменены округлыми. Появился прямой задний бампер и вертикальное, друг над другом, расположение фар головного света. Такой переход из горизонтального в вертикальный позволило сделать решётку радиатора шире. Появилась изогнутая хромированная накладка понизу окон и подсветка. Новые стандартные характеристики включали лампы для багажного отсека и бардачка, а также передние и задние ремни безопасности. Двигатель по-прежнему имел в 340 л. с. (7,0 л) V8. Применение новой периферийной рамы позволило расширить колею, сдвинуть двигатель вперёд на 15,24 см и освободить больше пространства в салоне.
Изменения моделей 1966 года — новая решётка радиатора была разделена надвое горизонтальной полосой и подфарники стали её частью. Вертикальные фары были отделены друг от друга окрашенной в цвет кузова рамкой, боковые фонари стали отдельным элементом внешнего вида. Меньше хромированных деталей на моделях этого года. Гребни и V-образные молдинги спереди и сзади имели идентификаторы Cadillac.
Cadillac первые в этом сезоне включили Вариатор и дополнили передние сиденья подогревом из углеродной ткани, встроенном в спинки сидений и подушки. Инновацией удобства и комфорта стали подголовники, откидывающиеся сиденья и AM/FM стереосистема. Инженерные улучшения затронули раму, получившую повышенную плавность хода и лёгкость в управлении. Недавно разработанные поршень, поршневые кольца и новая система крепления двигателя, а также запатентованная система бесшумного выхлопа.

## Шестое поколение
Eldorado радикально переконструирован в 1967 году. Позиционируемый как «персональный» Cadillac, имел введённую годом ранее E-платформу, как Buick Riviera и Oldsmobile Toronado. Для усиления отличий от других марок Eldorado заимствовала передний привод от Toronado, адаптированный к стандартному Cadillac V8 429, вкупе с автоматической коробкой передач Turbo-Hydramatic АКПП. Основанный на Turbo-Hydramatic 400, THM425 размещён преобразователь крутящего момента за коробкой передач, который вращал через металлическую мотоциклетную валовую цепь. В качестве дополнения установлены дисковые тормоза и новый стандарт безопасности оборудования, включающий рулевую колонку, поглощающую энергию и обитую приборную панель.

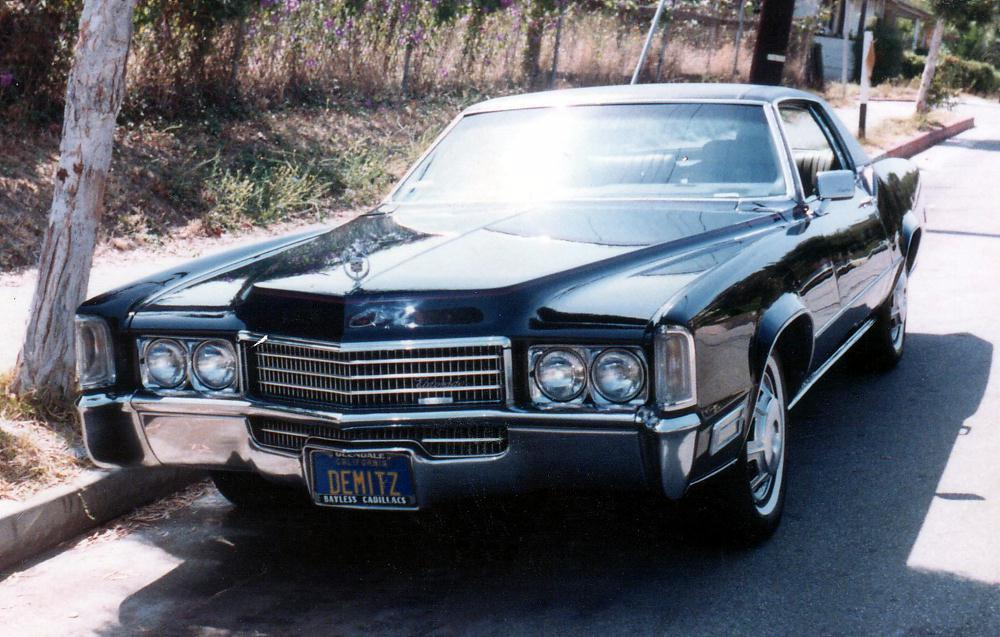
Cadillac Eldorado (1970)

Новый Эльдорадо сильно отошёл от предыдущего поколения, которые напоминали приодетую версию Cadillac De Ville. Его чёткий стиль, инициированный главным дизайнером GM Биллом Митчеллом, был особым и уникальным, более угловатым, чем обтекаемые Riviera или Toronado. Только на производстве Cadillac оснащались скрытыми лампочками подсветки позади вакуумных автоматических дверей.
Разгон 0—96 км/ч менее чем за 9 секунд, максимальная скорость 192 км/ч. Управляемость и обращение высоко оценены современниками, а продажи были высоки, несмотря на высокие цены. Продано 17 930 единиц, что почти в три раза выше предыдущего максимума Эльдорадо, это стало лучшим годом Cadillac.
В 1968 году Eldorado получил новый двигатель Cadillac на 375 л. с. (280 кВт) (7,7 л) V8, а дисковые тормоза приведены к стандарту. Во внешнем облике сделаны только лёгкие изменения для приведения автомобиля к требованиям федерального закона о безопасности. Установлен ещё один рекорд продаж в 24 528 единиц, Eldorado составляют почти 11 % всех проданных Cadillac.
В 1969 году скрытые фары ликвидированы, виниловая крыша доступна на выбор, к которой присоединились позже в модельном году прозрачный люк с электроприводом в крыше автомобиля.
В 1970 году Eldorado представил новый двигатель V8 500 (8,2 л), который будет оставаться исключительным до того, как станет нормой во всех полноразмерных Cadillac 1975 модельного года.

## Седьмое поколение
Eldorado претерпел значительную модернизацию в 1971 году, прибавив не только 5 см в длину, но и 15,24 см в колёсной базе. В результате автомобиль стал выглядеть тяжелее, ещё большую тяжесть виду придавала вернувшаяся стандартная юбка крыла. Пока стёкла дверей Eldorado оставались бескаркасными, у хардтопа задние четвертинки окон заменены неподвижными. В модели кабриолета не поддержаны эти изменения. Эта 3210 мм версия колёсной базы Eldorado будет проходить вплоть до 1978 года, реставрируясь в 1973 и 1975 годах. В 1971 году продажи установили новый рекорд в 27 368 единиц.
В 1972 году продажи выросли до 40 074 единиц.
В 1973 году Eldorado удалён из серии Fleetwood и восстановлен в своей собственной серии. Модели 1973 года получили изменение внешнего вида в виде новых передних и задних бамперов, решетки радиатора, крышки багажника, задние крылья и задние лампы.
В 1973 году Cadillac Eldorado выбран в качестве пейс-кара на Indy 500. Cadillac произвёл 566 таких специальных автомобилей с откидным верхом. 33 использованы на трассе во время гоночной недели, оставшиеся распределены между дилерами Cadillac в США по одному на каждого. Общий объём продаж вырос до 51 451 единиц, составив 6 % от всех продаж Cadillac.
Признаками модели 1974 года стали переработанный задний бампер, горизонтальные задние фонари, мелкосетчатая решётка радиатора и изменённая приборная панель.

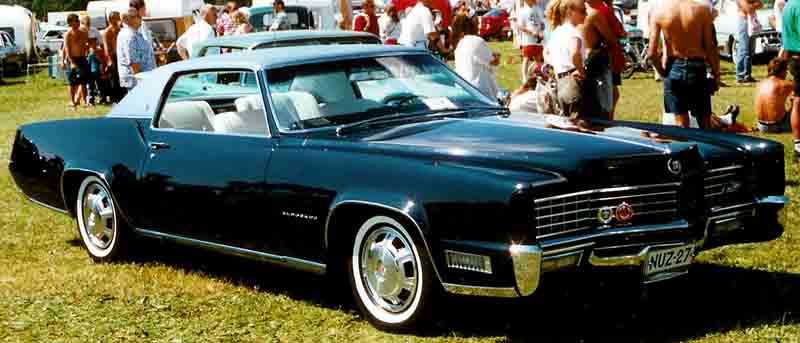
Cadillac Eldorado

## Восьмое поколение
Это поколение автомобилей серии Эльдорадо (1971-78 годов выпуска) стало стереотипом пимпмобиля.

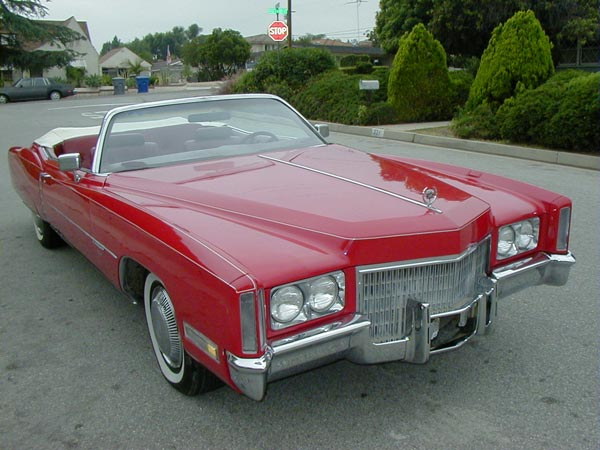
Модель «Эльдорадо» 1971 года выпуска с откидным верхом (спереди)

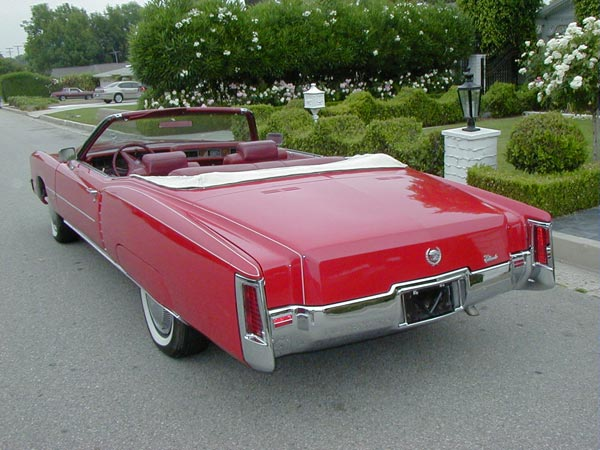
Модель «Эльдорадо» 1971 года выпуска с откидным верхом (сзади)

## Одиннадцатое поколение

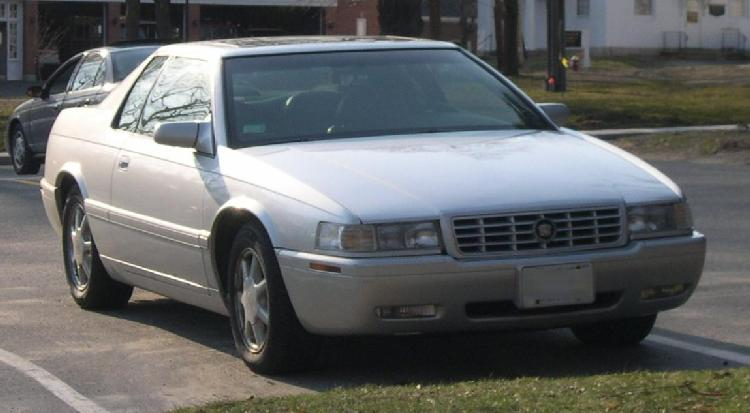
2002 Cadillac Eldorado ETC